# 요제프 로트

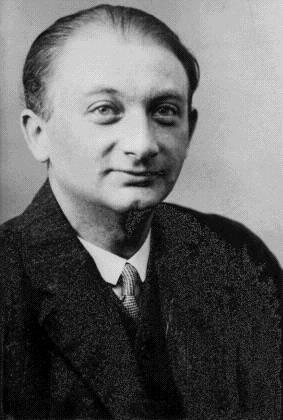
1926년의 모습

요제프 로트(Joseph Roth, 본명: Moses Joseph Roth, 1894년 9월 2일 ∼ 1939년 5월 27일)는 오스트리아의 언론인이자 소설가이다.

## 생애
1894년 유대계 가정으로부터 브로디에서 태어나 그곳에서 자랐다. 1913년 렘베르크로 이주하여 대학교 공부를 시작하였다. 1914년 빈 대학교로 편입하여 철학과 독일 문학을 공부하였다.
지원병으로 전쟁에 참여했던 로트는 1916년에 한 군인 신문의 기자가 되었다. 전선에서 쌓은 경험을 토대로 그는 제국이 붕괴된 뒤 빈의 평화주의 신문인 ≪새로운 날(Der neue Tag)≫의 지방 통신원으로서 활동을 시작했다. 그 후 베를린에서 증권 신문을 비롯한 몇몇 신문의 인기 기자로 성장하면서 로트는 주로 하층민과 전쟁 희생자의 근심과 고통, 일상생활의 관찰, 새로운 영화와 책과 연극 평에 대한 기사를 작성했다. 그는 더 나은 미래에 대한 확고한 신념을 토대로 해 책과 연극에 대한 휴머니즘적인 감정을 추구하는 정치적 노선을 대변했다. 1924년은 로트의 저널리즘적인 사회참여의 절정을 이루는 해였다. 이해에 그는 특히 신문 ≪전진(Vorwärts)≫과 잡지 ≪용(Der Drache)≫을 통해 신랄한 시와 혜안이 번득이는 시사 해설을 발표함으로써 점점 더 극심하게 극우의 길로 나가는 정치와 문화를 비판했다. 힌덴부르크가 제국 대통령으로 선출되자 로트는 자포자기에 빠지기 시작했다. 시사 정치적인 저널리스트에서 문예 오락 담당 기자로 변모해 갔다. ≪프랑크푸르트 신문 (Frankfurter Zeitung)≫의 독자들에게 파리, 남프랑스, 러시아, 이탈리아, 알바니아 그리고 유럽의 다른 나라들 소식을 전해 주었다. 그러면서 그는 점차 소설가로서 두각을 드러내게 되었다.
| “ | 나의 가장 강력한 체험은 전쟁과 내 조국의 멸망이다. 내가 가졌던 유일한 조국은 오스트리아 헝가리 제국이었다. | ” |
|   | — 요제프 로트                                                                                              |   |

바이마르 공화국이 멸망하기 몇 주 전에 나온 이 고백을 읽어 보면 그의 생애가 방향을 찾지 못하고 헤매게 된 이유가 어디에 있는지를 알 수 있다. 이러한 문제를 그는 1927년에 발표한 소설 ≪끝없는 도주(Die Flucht ohne Ende)≫에서 다루었다.
로트가 신문 기사를 통해서 문학적 자질을 아낌없이 보여 주었던 것처럼, 그의 에세이와 소설들은 시사적인 문제와 씨름하는 가운데 작성되었고 또한 대부분이 부분적으로 신문에 이미 발표된 것들이었다. 예를 들면 다소 오래된 신문 기사 중에서 자신의 긴 글들을 모아서 ≪방랑하는 유대인(Juden auf Wanderschaft)≫(1927)에 실었다. 이 에세이는 자신의 정체성을 모색하는 작가에게서 동부 유럽 유대인 정신에 대한 예리하고 연민 어린 시선을 가진 분석가로서의 면모를 느끼게 한다. ≪거미줄(Spinnennetz)≫(1923)부터 ≪우파와 좌파(Rechts und Links)≫(1929)까지의 그의 모든 소설들은 시사적인 문제를 다루었으며 주인공은 전쟁 부상자, ‘잃어버린 세대’의 젊은이들, 해방된 여성들이었다. 이러한 작품들에서 주로 사용된 기록문학적 문체는 로트를 신즉물주의(Neue Sachlichkeit)의 선두 주자로 급부상하게 만들었다. 소설 ≪욥(Hiob)≫(1930)에서 로트는 자신의 기존 작품 세계에서 탈피해 새로운 것을 시도하려 했다. 그것은 바로 성경적 신화의 소재를 채택했고 전설과 동화에 접근하는 언어로 기록했다는 것이다. 대표작인 ≪라데츠키 행진곡(Radetzkymarsch)≫(1932)에서 그는 추억 어린 고향으로 돌아갔다. 비애에 젖은 인상주의적인 영상을 선보이면서, 그러나 한편으론 비판적인 입장에서 오스트리아-헝가리 이중 제국의 멸망을 주도면밀한 정확성으로 그려 냈다.
로트는 자신의 작품들이 거둔 놀라운 성공을 제대로 즐길 수 없었다. 아내 프리들의 정신병 발병으로 인해 심한 죄책감에 시달리고 이로 인해 많은 돈이 필요하게 되자 한때 투쟁의 대상이었던 우파 신문 ≪뮌헨 신문(Münchner Neueste Nachrichten)≫의 거액 연봉 공세에 포섭되기도 했다. 이때 작성된 기사를 보면 그에게 점차적으로 문화 페시미즘이 강하게 자리 잡는 것을 볼 수 있다. 히틀러가 정권을 장악하자 로트는 누구보다도 먼저 독일을 떠났다. 그는 파리로 망명을 떠났고 그 후 빈, 잘츠부르크, 암스테르담, 마르세유, 니스 그리고 폴란드 등지를 전전했다. 또다시 기자로 변신한 로트는 국가사회주의에 맞선 강력한 정신의 전사로 모습을 드러냈다. 그러나 그는 이미 근본적으로 너무나 페시미즘에 젖어 1934년에 나온 소설 ≪타라바스(Tarabas)≫(1934)의 부제가 말해 주듯, 자신을 “이 땅의 손님”이라고 여겼다.
망명 이전에 이미 로트는 삶의 방향 정립에 실패해 술에 의지해 살았다. 그러나 본향을 찾는 일을 포기한 것은 아니었다. 그는 자신이 가톨릭의 온전한 질서 체계 속에서 곧 은신처를 찾을 수 있을 것으로 보았다. 말하자면 합스부르크 왕가의 복원을 오스트리아를 파시즘으로부터 구할 수 있는 유일한 가능성으로 간주했던 것이다. 그 때문에 그는 기회가 있을 때마다 신문 기사와 강연을 통해 가톨릭 정통주의의 이념을 대변했으며 후기 소설 ≪황제의 흉상(Die Büste des Kaisers)≫(1935), ≪카푸친의 무덤(Die Kapuzinergruft)≫(1938)의 작품 세계는 옛 합스부르크 제정에 대한 찬미와 과도한 이상화의 경향을 노골적으로 드러냈다. 현실과 배리되는 이러한 입장은 로트의 만년에 와서 점점 더 완고한 반시온주의적이고 반공산주의적인 논쟁을 낳았다. 다른 한편 로트는 그의 휴머니즘적인 입장을 충실하게 고수하면서 시대의 희생자들을 위해 노력을 아끼지 않았다. 그리고 망명자원조기금을 후원하고 파리의 자유 도서관 건립을 돕고 반파시즘적인 회의에서의 연설을 주저하지 않았다.